# Milliarium Aureum

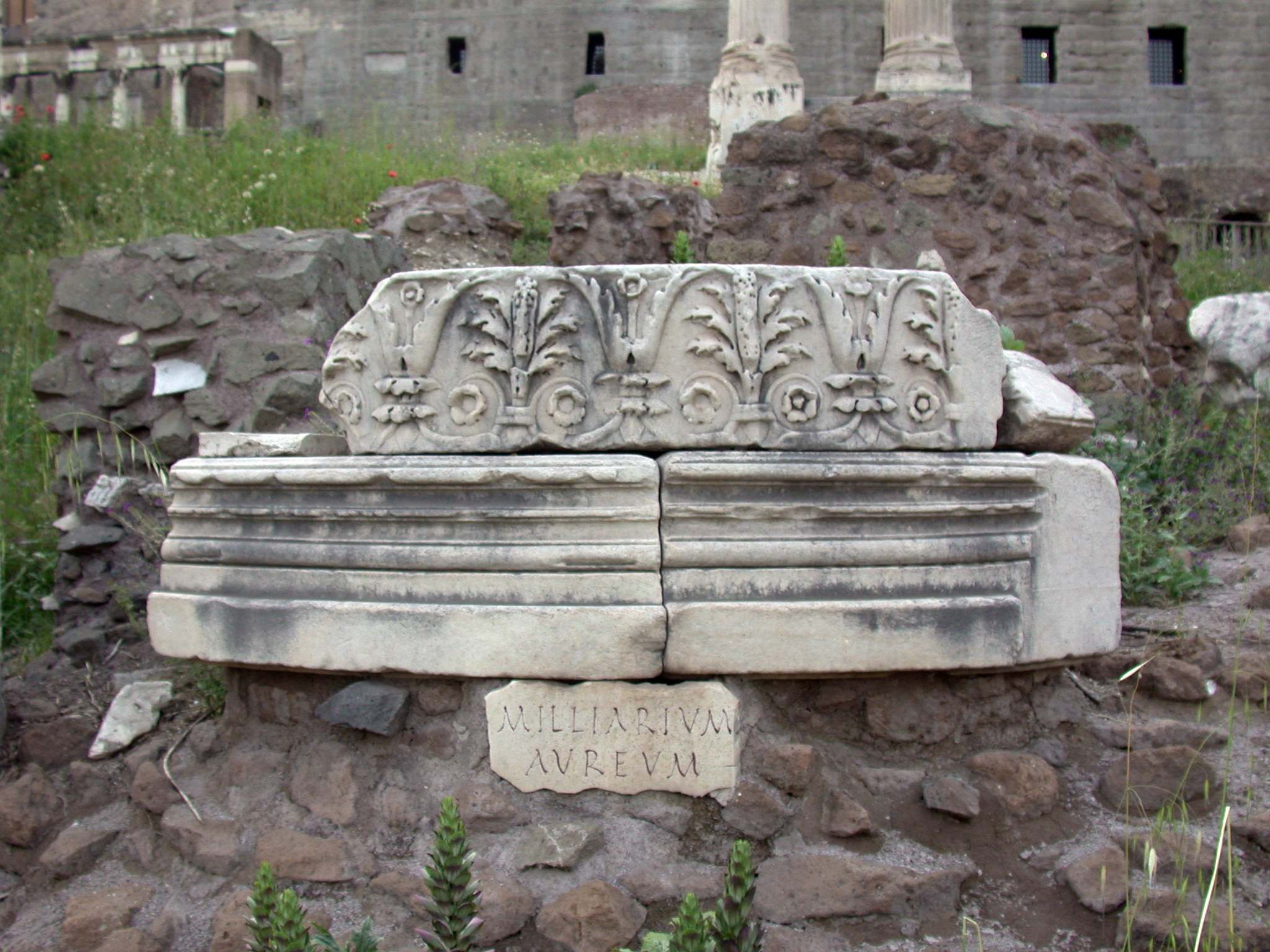
Pozostałość napisu Milliarium Aureum

Milliarium Aureum (łac. złoty kamień milowy) – kolumna wzniesiona z marmuru lub pozłacanego brązu przez Oktawiana Augusta w 20 roku p.n.e. w pobliżu świątyni Saturna na Forum Romanum.
Ponieważ znajdowała się w centralnym punkcie Rzymu, gdzie krzyżowały się najważniejsze drogi, uznawano ją za początek wszystkich dróg i względem niej mierzono odległości w Cesarstwie Rzymskim. Według protestanckiego teologa i historyka Philipa Shaffa wyrażenie „wszystkie drogi prowadzą do Rzymu” odnosi się właśnie do Milliarium Aureum.
Na rzymskich kamieniach milowych zazwyczaj umieszczano odległość jaka dzieliła dane miejsca, budowniczego drogi oraz imię cesarza, któremu ją poświęcono. Choć antyczne źródła nie wspominają co zawierała inskrypcja, a sam Milliarium Aureum się nie zachował, to prawdopodobnie formą był podobny do innych tego typu obiektów i zawierał nazwy głównych miast i ich odległości od Rzymu. Nie jest jednak pewne czy były one mierzone od bram miejskich czy od kolumny. Być może znajdowały się na niej też  nazwiska pretorów powoływanych przez Augusta do nadzorowania budowy dróg.
Po kolumnie pozostała jedynie podstawa i fragment napisu. Jako że nie wzniesiono jej na fundamentach jej oryginalne położenie jest niepewne. Badania archeologiczne wskazują, że znajdowała się pomiędzy rostrą a świątynią Saturna. Na jej podstawie znajdował się okrągły, zdobiony cokół. W 1835 roku w pobliżu świątyni odkryto duży marmurowy walec z brązowymi zaczepami, będący być może pozostałością antycznego obiektu.
Wg Swetoniusza, Tacyta i Plutarcha kolumna była miejscem spotkań. W tym samym miejscu Marek Salwiusz Oton zebrał żołnierzy, którzy mieli ogłosić go imperatorem i zdetronizować Galbę.